# Hapy

Horus fyra söner. Från vänster: Imsety, Duamutef, Hapy och Qebehsenuef.

Hapy var i egyptisk mytologi en gud med aphuvud som vid begravningar och i graven bevakade det balsameringskärl (kanoper) som innehöll den dödes lungor.  Han var en av horussönerna. En annan gud, med samma namn, var symbol över fruktbarhet och en personifiering av den livgivande Nilen.